# STS-passage

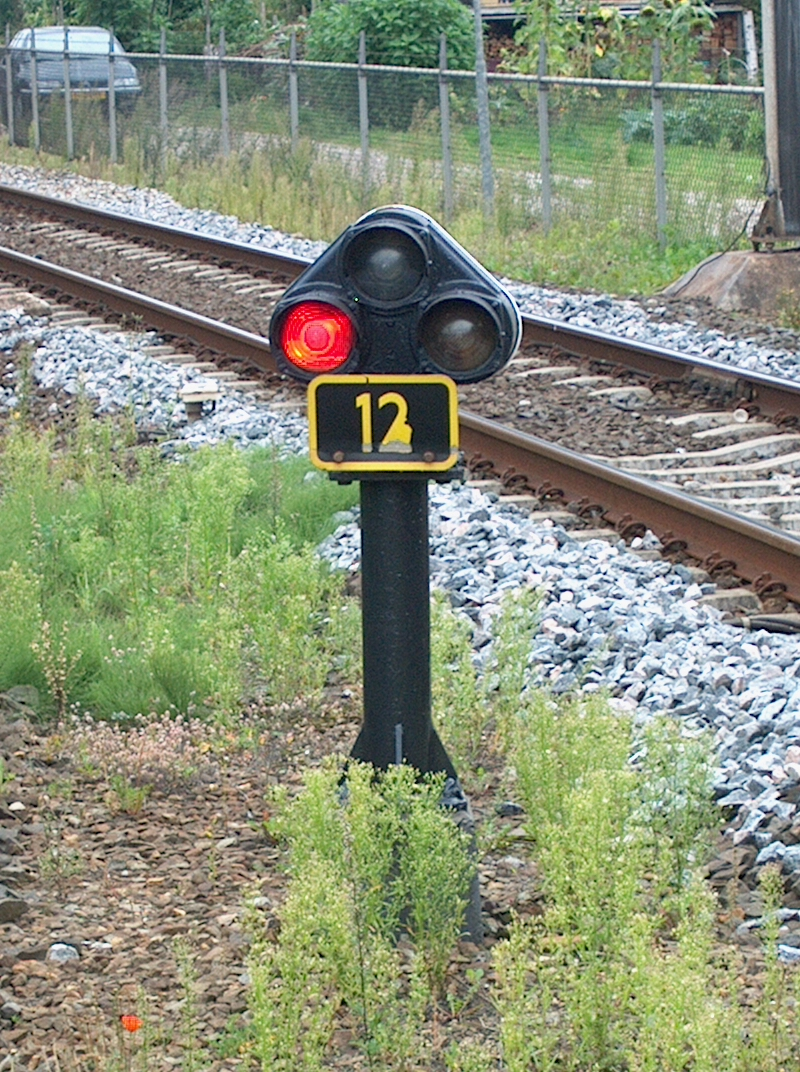
Stoptonend sein, hier een laag geplaatst sein (dwergsein) bij station Obdam

Een STS-passage is het ongeoorloofd passeren van een stoptonend sein of een gesloten sein. In België spreekt men van een seinvoorbijrijding of in het Frans Dépassement de signal. De veelgebruikte Engelse term is SPAD (signal passed at danger). Het in een aantal gevallen geoorloofd om een stoptonend sein te passeren, zie daarvoor het artikel over stoptonend sein.
Een technische STS-passage ontstaat als een sein dat een veilig seinbeeld toont plotseling 'stop' toont, dus een rood licht toont. Een machinist kan de trein dan vaak niet vóór het stoptonende sein tot stilstand brengen omdat hij niet vooraf is gewaarschuwd dat hij een stoptonend sein nadert. Dit gebeurt vaak bij seinstoringen omdat het ontwerp van de beveiligingssysteem failsafe is, wat betekent dat bij storingen seinen automatisch op rood gaan. Er is dan geen gevaar voor botsingen of ontsporingen, omdat de betrokken trein een veilige rijweg had.

## Gevolgen van STS-passages
Gevolgen kunnen zijn:
- beschadiging van een wissel door het openrijden ervan
- het berijden van een open overweg
- een aanrijding met een andere trein
- het ontsporen van een trein
- het aanrijden van baanwerkers
- niet tijdig stoppen voor een geopende brug

## Frequentie
Een ongeoorloofde STS-passage komt in Nederland gemiddeld enkele malen per week voor.
In België vonden er in 2021 72 seinvoorbijrijdingen plaats.

## Acties na een STS-passage
Elke STS-passage wordt onderzocht. De uitkomst daarvan wordt opgenomen een registratie van STS-passages en hun oorzaken. Op Europese schaal zijn STS-passages de op twee na belangrijkste oorzaak van spoorwegongevallen. Een machinist die een stoptonend sein passeert mag enige tijd niet rijden en wordt na herintreding tijdelijk begeleid in zijn werk.

## Verwijzingen
1. ↑  Seinvoorbijrijding op hoofdsporen[dode link]. Data.gov.be (10 september 2021). Geraadpleegd op 18 januari 2023.
2. ↑  Inspectie Leefomgeving en Transport, STS-passages 2011 (pdf) pagina 40 (18 juni 2012).
3. ↑  Inspectie Leefomgeving en Transport, Jaarsverslag Spoorveiligheid 2015 (pdf) pagina 28 (oktober 2015). Gearchiveerd op 23 september 2021. Geraadpleegd op 4 mei 2020.
4. ↑  Seinvoorbijrijding op hoofdsporen. opendata.infrabel.be. Geraadpleegd op 18 januari 2023.
5. ↑  De belangrijkste oorzaken zijn gebroken rails en spoorspattingen. Zie  Spoorwegbureau van de Europese Unie, RAILWAY SAFETY PERFORMANCE IN THE EUROPEAN UNION — 2016 (pdf) pagina 38 (september 2016).